# Macapá
Macapá és un municipi brasiler, capital de l'estat d'Amapá. És la darrera gran ciutat que banya el riu Amazones abans de desembocar a l'Atlàntic.

La població estimada en 2003 era de 318.761 habitants i la superfície és de 6 663 km², el que resulta en una densitat demogràfica de 49,75 hab/km². La ciutat se situa en la latitud 00° 02' 18.84" N i longitud 51° 03′ 59.10″ W. El seu clima és equatorial calent i humit, amb temperatures que arriben a 32,6 °C i mínima 20 °C. La sensació tèrmica durant l'estiu pot arribar fins a 45 °C a causa de l'alta humitat.

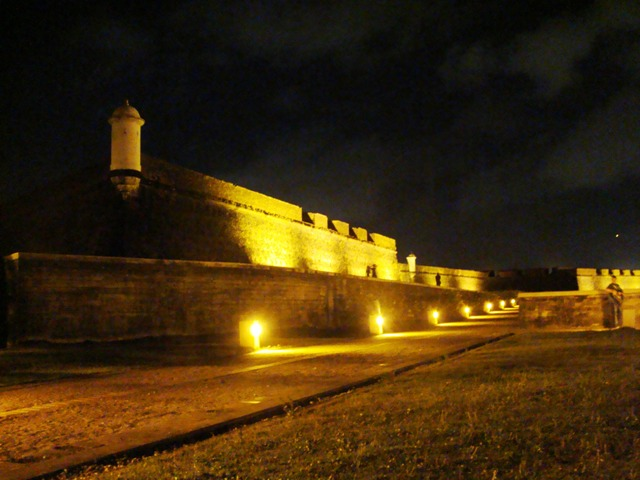
La fortalesa de São José de Macapá a la nit.